# 24kGoldn
Golden Landis Von Jones, znany jako 24kGoldn (ur. 13 listopada 2000 w San Francisco) – amerykański raper, piosenkarz, autor tekstów i były aktor dziecięcy. Zdobył popularność dzięki singlowi „Valentino” z 2019 roku, który zajął 92. miejsce na liście Billboard Hot 100. W kwietniu 2020 roku RIAA przyznała mu platynę. W lipcu 2020 roku Golden wydał z raperem Iann Dior singiel „Mood”, który znalazł się na pierwszym miejscu listy Billboard Hot 100, najwyżej w jego karierze.

## Wczesne życie
Golden Von Jones urodził się w San Francisco w Kalifornii jest synem aszkenazyjskiej żydowskiej matki, Kimberly Landis oraz czarnoskórego i katolickiego ojca. Ma siostrę o imieniu Sage. Oboje jego rodzice pracowali jako modele.

## Kariera
Pierwszy teledysk Golden'a „Trappers Anthem”, został wydany w 2017 roku. W styczniu 2019 roku wydał singiel „Valentino”, który został odtworzony ponad 100 milionów odtworzeń na Spotify. Swój pierwszy kontrakt płytowy otrzymał od producenta D. A. Domana. Golden wydał swoją debiutancką EP Dropped Outta College w listopadzie 2019 i podpisał kontrakt płytowy z Records, LLC i Columbia Records. W 2020 roku Golden zyskał dalsze zainteresowanie dzięki singlowi „City of Angels”, który został oficjalnie wydany w amerykańskim radiu alternatywnym 31 marca 2020. Następnie w maju 2020 r. ukazał się oficjalny remiks utworu angielskiego piosenkarza Yungbluda. W dniu 20 maja 24kGoldn pojawił się w remiksie singla Olivii O'Brien „Josslyn”.
W dniu 11 sierpnia 2020 roku wziął udział w XXL 2020 Freshman Class. W tym samym miesiącu singiel Golden z lipca 2020 r. „Mood” z udziałem Ianna Diora trafił na listy przebojów dzięki sukcesowi na TikTok. Osiągnął szczyt na pierwszym miejscu listy Billboard Hot 100. 5 listopada został wydany remix „Mood” z udziałem Justina Biebera i J Balvina. 3 grudnia wydał singiel „Coco” z gościnnym udziałem rapera DaBaby. 26 marca ukazał się jego debiutancki album El Dorado.

## Życie prywatne
24kGoldn dorastał w San Francisco w Kalifornii i uczęszczał do Lowell High School, selektywnej szkoły publicznej. Jako dziecko 24kGoldn wystąpił w reklamach. Golden śpiewał w chórze w gimnazjum i liceum, a wraz z jego „własnym rozwojem” rosło znaczenie muzyki w jego życiu. Zanim zdał sobie sprawę, że może robić muzykę zawodowo, planował zostać menedżerem funduszu hedgingowego. Golden uczęszczał na University of Southern California.

## Dyskografia

### Albumy studyjne
| Rok  | Album                                                                                                  | Pozycja na liście | Pozycja na liście | Pozycja na liście | Pozycja na liście | Pozycja na liście | Pozycja na liście | Sprzedaż                                                                      | Certyfikaty                                                                                            |
| Rok  | Album                                                                                                  | USA               | USA Rap           | CAN               | IRL               | HOL               | NOR               | Sprzedaż                                                                      | Certyfikaty                                                                                            |
| ---- | --- | ----------------- | ----------------- | ----------------- | ----------------- | ----------------- | ----------------- | ----------------------------------------------------------------------------- | --- |
| 2021 | El Dorado - Wydany: 26 marca 2021 - Wytwórnia: Records, Columbia - Format: Digital download, streaming | 22                | 11                | 7                 | 85                | 44                | 9                 | - DAN: 10 000+ - CAN: 80 000+ - USA: 1 000 000+ - SWI: 10 000+ - POL: 10 000+ | - DAN: złota płyta - CAN: platynowa płyta - USA: platynowa płyta - SWI: złota płyta - POL: złota płyta |

### EP
| Rok  | Album | Pozycja na liście | Pozycja na liście | Pozycja na liście |
| Rok  | Album | USA               | CAN               | NOR               |
| ---- | --- | ----------------- | ----------------- | ----------------- |
| 2019 | Dropped Outta College - Wydany: 22 listopada 2019 - Wytwórnia: Records, Columbia - Format: Digital download, streaming | 122               | 58                | 20                |

### Single
| Rok  | Tytuł                              | Pozycja na liście | Pozycja na liście | Pozycja na liście | Pozycja na liście | Pozycja na liście | Pozycja na liście | Pozycja na liście | Pozycja na liście | Pozycja na liście | Pozycja na liście | Pozycja na liście | Certyfikaty | Album                 |
| Rok  | Tytuł                              | USA               | USA Hip-hop       | USA Rock          | AUS               | CAN               | GER               | HOL               | IRL               | NZL               | SWE               | UK                | Certyfikaty | Album                 |
| ---- | ---------------------------------- | ----------------- | ----------------- | ----------------- | ----------------- | ----------------- | ----------------- | ----------------- | ----------------- | ----------------- | ----------------- | ----------------- | --- | --------------------- |
| 2019 | „Valentino”                        | 92                | 42                | –                 | –                 | 38                | –                 | –                 | –                 | –                 | –                 | –                 | - CAN: 3x platynowa płyta - POL: złota płyta - POR: złota płyta - UK: srebrna płyta - USA: 2x platynowa płyta                                            | Dropped Outta College |
| 2020 | „City of Angels”                   | –                 | –                 | 7                 | 25                | 54                | –                 | 88                | 26                | 38                | –                 | 25                | - AUS: platynowa płyta - CAN: platynowa płyta - POR: złota płyta - UK: złota płyta - USA: platynowa płyta                                                | Dropped Outta College |
| 2020 | „Mood” (gośc. Iann Dior)           | 1                 | 1                 | 1                 | 1                 | 1                 | 1                 | 1                 | 1                 | 1                 | 1                 | 1                 | - AUS: 7x platynowa płyta - CAN: diamentowa płyta - GER: 2x platynowa płyta - POL: 2x platynowa płyta - UK: 2x platynowa płyta - USA: 7x platynowa płyta | El Dorado             |
| 2020 | „Coco” (gośc. DaBaby)              | –                 | –                 | –                 | –                 | 78                | –                 | –                 | 83                | –                 | –                 | –                 | - CAN: platynowa płyta - POR: złota płyta - USA: złota płyta                                                                                             | El Dorado             |
| 2021 | „3, 2, 1”                          | –                 | –                 | 19                | –                 | 80                | –                 | –                 | –                 | –                 | –                 | –                 | - CAN: platynowa płyta | El Dorado             |
| 2021 | „Love or Lust”                     | –                 | –                 | 36                | –                 | –                 | –                 | –                 | –                 | –                 | –                 | –                 | | El Dorado             |
| 2021 | „Company” (gośc. Future)           | –                 | –                 | –                 | –                 | –                 | –                 | –                 | –                 | –                 | –                 | –                 | - CAN: złota płyta | El Dorado             |
| 2021 | „Prada” (oraz Lil Tecca)           | –                 | –                 | –                 | –                 | 71                | –                 | –                 | –                 | –                 | –                 | –                 | | Singel niealbumowy    |
| 2022 | „In My Head” (gośc. Travis Barker) | –                 | –                 | 43                | –                 | –                 | –                 | –                 | –                 | –                 | –                 | –                 | | Singel niealbumowy    |
| 2022 | „Overthinking” (oraz Mabel)        | –                 | –                 | –                 | –                 | –                 | –                 | –                 | 87                | –                 | –                 | 88                | | About Last Night...   |

### Gościnne notowane utwory
| Rok  | Tytuł                                             | Pozycja na liście | Pozycja na liście | Pozycja na liście | Pozycja na liście | Pozycja na liście | Pozycja na liście | Pozycja na liście | Certyfikaty | Album              |
| Rok  | Tytuł                                             | POL               | USA Dance         | CAN               | HOL               | IRL               | SWI               | UK                | Certyfikaty | Album              |
| ---- | ------------------------------------------------- | ----------------- | ----------------- | ----------------- | ----------------- | ----------------- | ----------------- | ----------------- | --- | ------------------ |
| 2020 | „Tinted Eyes” (DVBBS; gośc. Blackbear, 24kGoldn)  | –                 | 23                | 62                | –                 | –                 | –                 | –                 | - CAN: platynowa płyta | Singel niealbumowy |
| 2020 | „Tick Tock” (Clean Bandit, Mabel; gośc. 24kGoldn) | 4                 | 10                | –                 | 27                | 13                | 17                | 8                 | - BEL: złota płyta - DAN: złota płyta - FRA: złota płyta - ITA: platynowa płyta - POL: platynowa płyta - POR: złota płyta - UK: platynowa płyta | High Expectations  |
| 2020 | „I Admit It” (Zhu; gośc. 24kGoldn)                | –                 | 23                | –                 | –                 | –                 | –                 | –                 | | Singel niealbumowy |
| 2021 | „Monsters” (Dynoro; gośc. 24kGoldn)               | –                 | 37                | –                 | –                 | –                 | –                 | –                 | | Singel niealbumowy |